# کلین کرافورد
 کلین کرافورد (به انگلیسی: Clayne Crawford) (زاده ۲۰ آوریل ۱۹۷۸) بازیگر آمریکایی است.

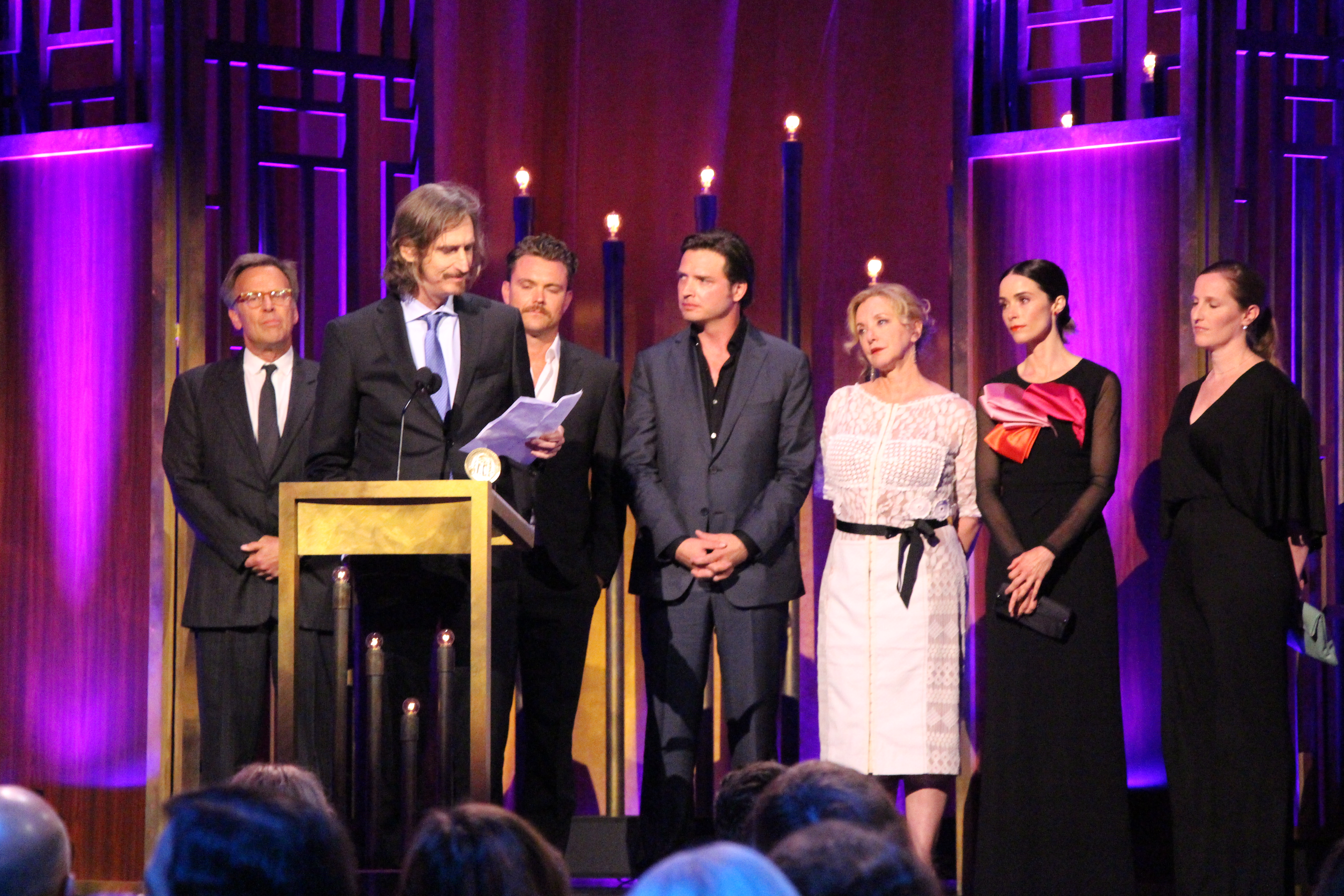
سومین نفر از سمت چپ کلین کرافورد است

از فیلم‌های معروف او می‌توان به ترانه عاشقانه‌ای برای بابی لانگ، قانون‌شکنان بیتاون، کشتن دو عاشق و روی عروسک اشاره کرد.